# Ammotrypane syringopyge
Ammotrypane syringopyge är en ringmaskart som beskrevs av Ehlers 1901. Ammotrypane syringopyge ingår i släktet Ammotrypane och familjen Opheliidae. Inga underarter finns listade i Catalogue of Life.